# Pisselaid
Pisselaid ist eine Halbinsel in der Landgemeinde Saaremaa im Kreis Saare auf der größten estnischen Insel Saaremaa. Die Halbinsel bildet die Grenze zwischen den Buchten Arjulaht und Muraja laht und der Ostsee. Die Halbinsel befindet sich im Kahtla-Kübassaare hoiuala.
Pisselaid ist 700 Meter lang und 280 Meter breit.